# ژان باپتیست پاترنوت
ژان باپتیست پاترنوت (انگلیسی: Jean-Baptiste Paternotte؛ زادهٔ ۴ ژانویهٔ ۱۹۸۱) بازیکن فوتبال اهل فرانسه است.
از باشگاه‌هایی که در آن بازی کرده‌است می‌توان به ای‌اف‌سی توبیز و باشگاه فوتبال سدان اشاره کرد.